# Beauchamps (Somme)
Beauchamps è un comune francese di 1 096 abitanti situato nel dipartimento della Somme nella regione dell'Alta Francia.

## Società

### Evoluzione demografica
Abitanti censiti